# Supertext
 (mars 2025).
Motif : Sources centrées du même jour ou presque. Notoriété pérenne ?
- Archive Wikiwix
- Bing
- Cairn
- DuckDuckGo
- E. Universalis
- Gallica
- Google
- G. Books
- G. News
- G. Scholar
- Persée
- Qwant
- (zh) Baidu
- (ru) Yandex

| 1. | Préciser le motif de la pose du bandeau. | Précisez le motif de la pose du bandeau en utilisant la syntaxe suivante : {{admissibilité à vérifier\|date=mars 2025\|motif=remplacez ce texte par le motif}}                 |
| 2. | Informer les utilisateurs concernés.     | Pensez à avertir le créateur de l'article, par exemple, en insérant le code ci-dessous sur sa page de discussion : {{subst:avertissement admissibilité à vérifier\|Supertext}} |

Supertext est un service suisse de traduction.
Supertext est un fournisseur d'intelligence artificielle spécialisé dans la traduction, né au printemps 2024 de la fusion de Supertext et de Textshuttle.
En février 2025, jusqu’à 23 langues sont disponibles selon le niveau d’abonnement, dont le suisse-allemand et le romanche. Le traducteur en ligne se base sur des LLM.
C'est un concurrent de DeepL.
Gratuit jusqu'à 3000 signes, Supertext permet aussi de faire vérifier une traduction par un humain en quelques minutes, moyennant paiement.
La totalité des données restent en Suisse. La société homonyme est basée à Zurich et Berlin.